# Celda de Grove

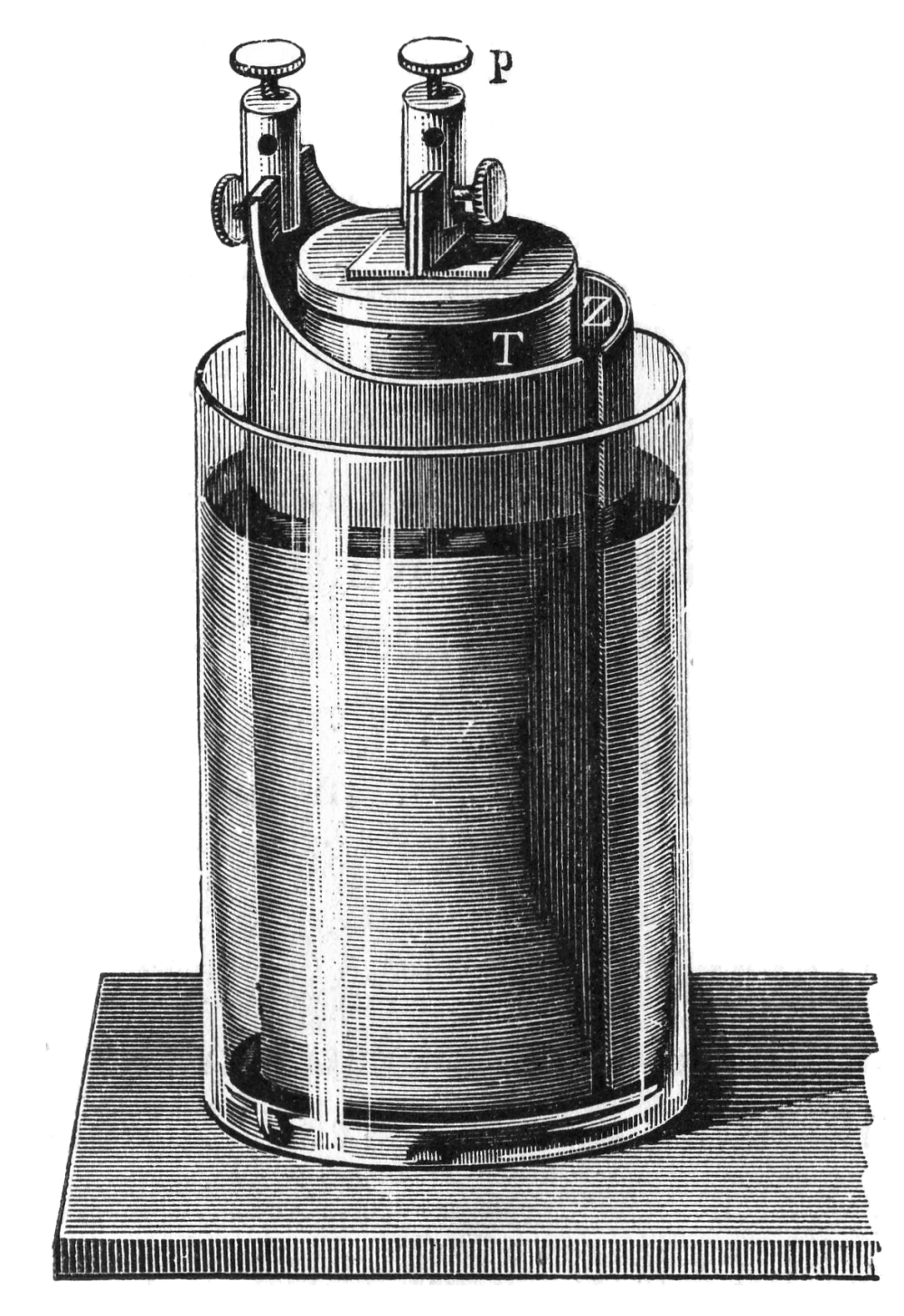
Celda Grove (1897)

La célula de Grove es una temprana celda eléctrica que lleva el nombre de su inventor, el químico británico William Robert Grove que la puso a punto en 1839, y que consiste en un ánodo de zinc en ácido sulfúrico diluido y un cátodo de platino en ácido nítrico concentrado, ambos separados por una olla de cerámica porosa. 

## Detalles de la celda
El voltaje de la célula Grove es alrededor de 1,9 voltios y surge de la siguiente reacción:
Zn + H2SO4 + 2HNO3 → ZnSO4 + 2 H2O + 2 NO2↑

## Utilización
La celda Grove fue la fuente de energía preferida del sistema del telégrafo estadounidense en el período 1840-1860 porque ofrecía una salida de corriente alta y un voltaje más alto que la celda Daniell anterior; 1.9 voltios la Grove y 1.1 voltios la Daniell.

## Desventajas
En el momento de la guerra civil americana como el tráfico telegráfico aumentó considerablemente, la tendencia de la célula Grove a producir humos de dióxido de nitrógeno (NO 2 ) venenoso, resultó cada vez más peligroso para la salud, y como telégrafos se volvieron más complejos, la necesidad de una tensión constante se fue crítica. La celda de Grove estaba limitada a este respecto, porque a medida que la celda se descargaba, el voltaje se reducía. Eventualmente, las células de Grove fueron reemplazadas en uso por las células de Daniell.